# Esteban Rovira Pacheco
Esteban Rovira Pacheco (Segovia, 12 de abril de 1902 - El Salvador, 1973) fue un militar español leal a la República durante la Guerra Civil en España. Tuvo el cargo de teniente de carabineros, mandó la 42.ª Brigada y las divisiones 12.ª, 15.ª y 17.ª.

## Biografía
Nacido en Segovia en 1902, había ingresado Cuerpo de Carabineros. Al comienzo de la guerra se encontraba destinado en el colegio de Carabineros que había en El Escorial (Madrid).
Durante la defensa de Madrid estuvo a cargo de las fuerzas defensoras en Carabanchel Bajo y en Villaverde (Vértice Basurero) durante el 27 de noviembre de 1936. El 12 de enero de 1937 es ascendido a comandante, logrando destacar en la defensa de la zona del parque Lineal del Manzanares. El 1 de enero de 1937 se había organizado en el frente de Madrid la 42.ª Brigada Mixta, unidad que se adjudicó a Rovira. Hasta la época en que fue relevado del mando, 15 de mayo, las acciones de la brigada no destacaron fuera de lo habitual (guerra de trincheras, pequeñas escaramuzas, etc).
Inmediatamente después pasó a mandar 12.ª División, y en poco después, en octubre, fue nombrado comandante de la 17.ª División, sustituyendo al alemán Hans Kahle que había ostentado el mando hasta entonces. El 30 de abril de 1938 pasó a mandar la 15.ª División, aunque por poco tiempo ya que dejó el mando el 19 de junio. Terminó la guerra con el grado de teniente coronel, siendo hecho prisionero pos las fuerzas franquistas.
Al finalizar la guerra, el 23 de agosto de 1939 es condenado a fusilamiento por el delito de «adhesión a la rebelión». Finalmente las amistades logran disminuir la pena y huye al extranjero. Viaja por diversos países de Latinoamérica entre los que se incluye México. Rovira se establece finalmente en El Salvador, país donde contrae matrimonio con Elba Zepeda, con quien tuvo siete hijos. Muere finalmente en 1973, lejos de su patria natal.